# Elégtétel
Az Elégtétel a Frakk, a macskák réme című rajzfilmsorozat első évadjának tizenegyedik része.

## Cselekmény
A macskák unják már, hogy Frakk mindig felkergeti őket a szekrény tetejére, és nem engedi őket le onnan. Eljön a bosszú ideje, mikor Frakkot benevezik egy kutyakiállításra, és három napig kennelbe zárják.

## Alkotók
- Rendezte: Nagy Pál
- Írta: Bálint Ágnes
- Zenéjét szerezte: Pethő Zsolt
- Hangmérnök: Bársony Péter
- Vágó: Czipauer János
- Tervezte: Várnai György
- Háttér: Szálas Gabriella
- Asszisztens: Ifj. Nagy Pál
- Színes technika: Dobrányi Géza, Fülöp Géza
- Felvételvezető: Dreilinger Zsuzsa
- Gyártásvezető: Magyar Gergely Levente
- Produkciós vezető: Gyöpös Sándor, Kunz Román

Készítette a Magyar Televízió megbízásából a Pannónia Filmstúdió

## Szereplők
- Frakk: Szabó Gyula
- Lukrécia: Schubert Éva
- Szerénke: Váradi Hédi
- Károly bácsi: Rajz János
- Irma néni: Pártos Erzsi
- Csivava tulajdonos: Pethes Sándor
- 1. Bíró: Képessy József
- Hangosbemondó: Seress János